# Attentato di Toronto del 23 aprile 2018
L'attentato di Toronto del 23 aprile 2018 è stato un attacco con veicolo ariete avvenuto il 23 aprile 2018 a Toronto, nell'Ontario, in Canada. Un uomo, successivamente identificato come Alek Minassian, guidò un furgone preso a noleggio sfrecciando nel quartiere degli affari del North York City Centre e prendendo deliberatamente di mira i pedoni, uccidendo 11 persone e ferendone 15, alcune in modo grave.
L'attacco iniziò all'incrocio tra Yonge Street e Finch Avenue, e proseguì verso sud lungo i marciapiedi di Yonge Street, vicino a Sheppard Avenue.
Il venticinquenne Minassian venne arrestato illeso a sud della scena del crimine, dopo aver istigato un agente di polizia affinché lo uccidesse. L'arresto venne effettuato alle 13:32, sette minuti dopo la prima chiamata al 911.
L'incidente fu il più letale attacco tramite veicoli nella storia del Canada.

## L'attacco
La prima chiamata al 911 che riportava pedoni colpiti fu ricevuta alle 13:25 fuso orario orientale.
A Finch Avenue, un furgoncino Chevrolet Express bianco, noleggiato da Ryder, oltrepassò un semaforo rosso, per poi dirigersi verso sud sul marciapiede sul lato ovest di Yonge Street, investendo molti pedoni e procedendo la marcia per molti altri isolati, colpendo ulteriori persone.
Il video della telecamera di sicurezza di un'azienda locale mostrò che il furgone raggiunse Tolman Street, che si trova a un isolato a sud di Finch Avenue, alle 13:24. Un testimone raccontò che l'autista guardava le vittime direttamente negli occhi durante l'attacco e si comportava come se stesse "giocando un videogioco, cercando di uccidere quante più persone possibili".
Ad un certo punto, il furgone rientrò nella carreggiata, ma giunto al Park Home Avenue, si trovò ancora sul marciapiede, colpendo i pedoni lungo il tragitto di fronte a Mel Lastman Square, una piazza civica sul lato ovest di Yonge Street distante 1,4 chilometri a sud di Finch Avenue (16 isolati dopo).
I paramedici vennero inviati immediatamente e il Sunnybrook Health Sciences Center venne attivato come centro di emergenza. Nove persone morirono sul posto. Alle 20:15 ora locale, il servizio di polizia di Toronto annunciò il decesso di una decima persona. Un'undicesima persona è morta 3 anni e mezzo dopo, il 28 ottobre 2021, dopo essere rimasta paralizzata dal collo in giù e non aver mai lasciato l'ospedale.

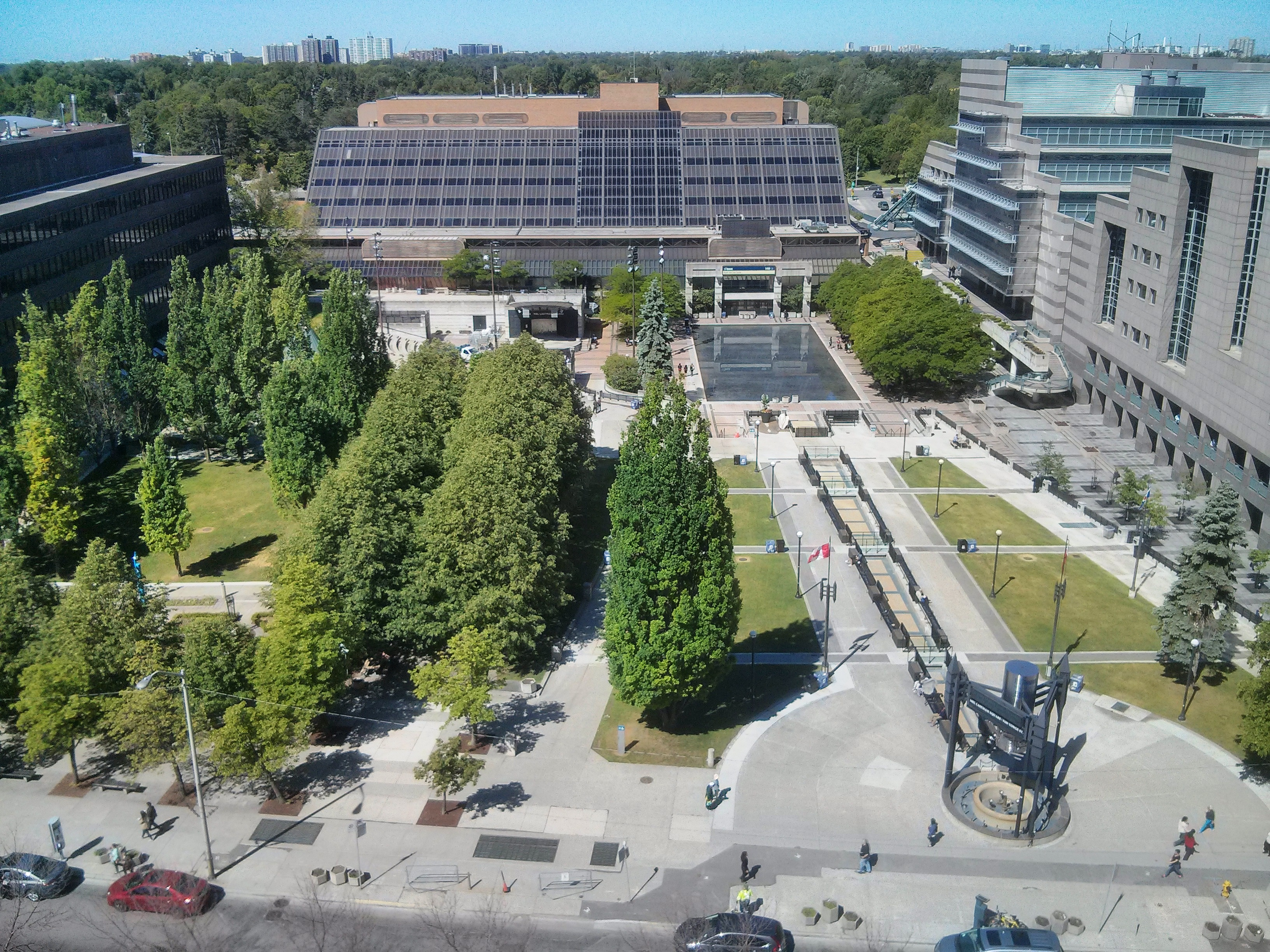
Mel Lastman Square nel giugno 2015

## L'arresto
Un solo agente di polizia adibito al controllo del traffico, di nome Ken Lam, intercettò il furgone danneggiato, che venne fermato sul marciapiede nord di Poyntz Avenue, appena a ovest di Yonge Street e a due isolati a sud di Sheppard Avenue, a circa 2,3 chilometri a sud di dove era iniziato l'attacco.
Lam fermò la sua volante vicino al furgone e affrontò il guidatore, in seguito identificato come Alek Minassian, che si trovava in piedi vicino alla portiera lato guida aperta.
Durante lo scontro, Minassian estrasse ripetutamente la mano dalla tasca posteriore e puntò un oggetto di colore scuro, simile ad una pistola, verso l'ufficiale di polizia.
Lam ordinò a Minassian di gettarsi a terra, mentre Minassian tentò ripetutamente di provocare l'agente affinché lo uccidesse, gridandogli "in testa!" quando l'ufficiale lo avvertì che poteva finire ucciso.
Lam andò quindi dalla sua volante e spense la sirena. Mentre Minassian e Lam avanzavano l'uno verso l'altro, l'ufficiale riconobbe che l'oggetto nella mano di Minassian non era una pistola, ritirò la propria pistola e prese il manganello. Minassian quindi lasciò cadere l'oggetto dalla sua mano, si buttò a terra e si arrese a Lam. Venne arrestato alle 13:32.
La polizia identificò l'uomo come il venticinquenne Alek Minassian, che non aveva precedenti penali.

## Indagini
Durante il suo interrogatorio, avvenuto la sera stessa dell'arresto ma reso noto ai media solamente alla fine del 2019, Minassian disse di essere un incel e dichiarò di far parte di un "movimento ribelle". Egli disse di essere vergine e di non aver mai avuto una fidanzata e di aver commesso l’attentato come forma di ritorsione per non aver mai fatto sesso. Lo infastidiva che le donne preferissero dei “bruti” a lui. Egli dichiarò inoltre che nei precedenti anni aveva frequentato diversi forum online di incel e, sempre secondo la sua versione, sarebbe entrato in contatto con Elliot Rodger e Chris Harper-Mercer, responsabili di due attentati terroristici nel 2014 e nel 2015. Tuttavia, successivamente la giudice dichiarerà che Minassian in realtà stava principalmente cercando notorietà e che durante l'interrogatorio aveva mentito nella maggior parte delle sue dichiarazioni.
Secondo il suo profilo LinkedIn, è stato studente al Seneca College di North York dal 2011 al 2018 e viveva a Richmond Hill, un sobborgo a nord di Toronto.
Era uno sviluppatore di software. I suoi ex compagni di classe alla Thornlea Secondary School di Thornhill lo descrissero come "non eccessivamente socievole" e "innocuo".
Verso la fine del 2017, Minassian si è arruolato nelle forze armate canadesi per due mesi, prima di richiedere il congedo volontario dopo 16 giorni di formazione recluta. Un alto ufficiale militare ha detto che Minassian "non si stava adattando alla vita militare, anche in materia di abbigliamento, portamento e interazioni di gruppo in un contesto militare" e "non c'erano segnali preoccupanti e nulla che potesse prospettare qualcosa di simile".

A seguito dell'attacco, un post di Facebook attribuito a Minassian iniziò a circolare online ed indicava che Minassian si identificava come un incel ("celibe involontario").  Il post era datato 23 aprile e recitava:
Private (Recruit) Minassian Infantry 00010, wishing to speak to Sgt 4chan please. C23249161. The Incel Rebellion has already begun! We will overthrow all the Chads and Stacys! All hail the Supreme Gentleman Elliot Rodger!

(Confidenziale) Soldato semplice Minassian Reggimento 00010, desidero parlare al Sergente 4chan per favore. C23249161. La Ribellione Incel è già iniziata! Spodesteremo tutti i Chad e le Stacy! Tutti acclamino il Gentiluomo Supremo, Elliot Rodger!
4chan è una popolare, ma controversa imageboard di internet. "Chad" e "Stacy" sono soprannomi usati nei forum relativi a incel e sul /r/incels subreddit (bloccato dal 7 novembre 2017) su Reddit per riferirsi a uomini e donne sessualmente attivi e attraenti; un subreddit è una singola comunità su Reddit basata su un argomento di interesse. Elliot Rodger è stato il responsabile del massacro di Isla Vista del 2014 in California. Rodger intendeva colpire gli uomini sessualmente di successo e le donne, ciò lo hanno portato ad essere idolatrato post-mortem da alcune persone su comunità online di estremismo misogino, compresi diversi siti web di incel. Facebook confermò successivamente che l'account era quello di Minassian. Una fonte del Dipartimento della Difesa Nazionale canadese ha dichiarato ai media che C23249161 era il numero di identificazione militare di Minassian durante il suo addestramento militare.

## Processo
Il 24 aprile 2018, Minassian è apparso senza un avvocato davanti alla Corte di giustizia dell'Ontario in un tribunale di Toronto, ammanettato e con indosso una tuta bianca da carcere. È stato accusato di 10 omicidi di primo grado e 13 tentati omicidi. Gli è stato intimato di non contattare nessuno delle presunte vittime di tentato omicidio. Suo padre, Vahe Minassian, ha atteso l'udienza in lacrime riferendo ai giornalisti di non aver parlato con suo figlio. Minassian è stato accusato di tre ulteriori accuse di tentato omicidio il 10 maggio; un totale di 16 accuse.
Il suo processo, inizialmente previsto a febbraio 2020, è stato poi spostato nei mesi successivi a causa della pandemia di covid-19.
Nel giugno 2022 venne infine condannato all'ergastolo senza alcuna possibilità di libertà condizionata per 25 anni. Durante il processo, la giudice si è rifiutata di fare il nome del killer, riferendosi a lui come "John Doe", per non dargli quella notorietà che cercava.

## Vittime

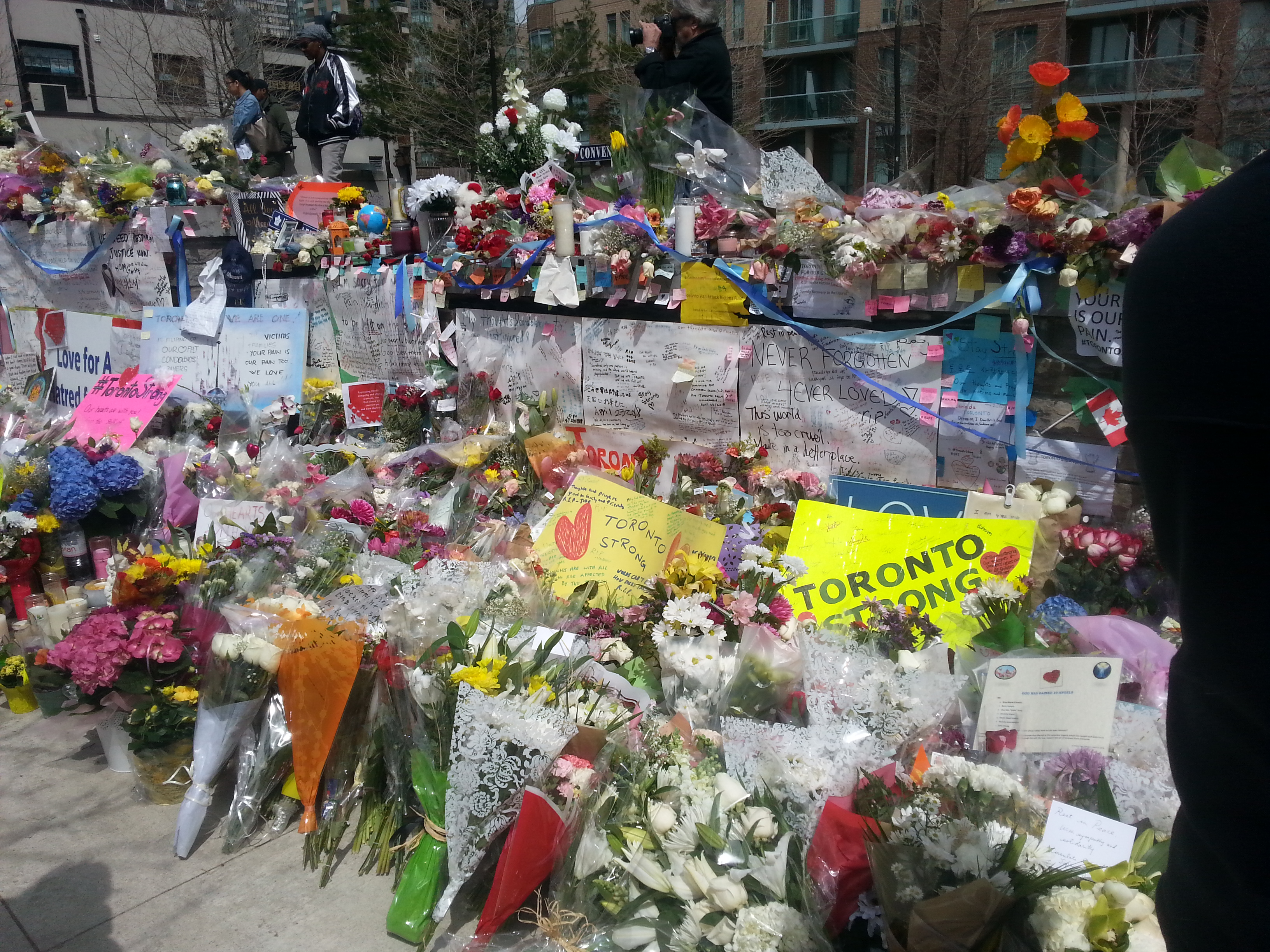
1. Torontostrong memorial in Olive Square, North York, 27 aprile 2018.

Il 27 aprile 2018, la polizia ha rilasciato i nomi delle otto donne e due uomini uccisi nell'attacco.
- Beutis Renuka Amarasinghe, 45, nutrizionista
- Andrea Bradden, 33, account executive
- Geraldine Brady, 83, rappresentante Avon
- So He Chung, 22, studentessa universitaria
- Anne Marie D'Amico, 30, analista finanziaria
- Mary Elizabeth Forsyth, 94, pensionata
- Chul Min "Eddie" Kang, 45, chef
- Ji Hun Kim, 22, studente universitario
- Munir Najjar, 85, pensionato in visita alla famiglia dalla Giordania
- Dorothy Sewell, 80, pensionata

Minassian è stato anche accusato dei tentati omicidi di Robert Anderson, Amir Kiumarsi, Aleksandra Kozhevinikova, Mavis Justino, Morgan McDougall, Jun Seok Park, Samantha Peart, So Ra, Catherine Riddell, Sammantha Samson, Beverly Smith, Amaresh Tesfamariam e Yunsheng Tian.
Nel 2021 è morta anche Amaresh Tesfamariam per via delle ferite subite nell'attacco di anni prima, facendo così salire a 11 il numero di morti.

## Conseguenze
La metropolitana e i servizi di autobus della zona sono stati immediatamente chiusi o reindirizzati dalla Toronto Transit Commission. Alcune parti di Yonge Street sono state recintate fino alla fine del 24 aprile per l'indagine della polizia. Gli edifici civici nell'area furono chiusi alla fine del 23 aprile e rimasero chiusi per tutto il 24 aprile. Le aziende dell'area furono lasciate libere, ma in aree di morti pedonali, quelle che fronteggiavano su Yonge Street potevano accedere solo dagli ingressi posteriori. Molte aziende nelle aree più colpite hanno scelto di chiudere per tutto il 24 aprile, mentre alcune sono state aperte in diversi momenti del pomeriggio del 24 aprile. L'area era completamente aperta e i servizi di transito sono ripresi entro il 25 aprile.
La sicurezza è stata intensificata attorno ad un incontro dei ministri del G7 che si è tenuto a Toronto in vista del 44 ° vertice del G7 a La Malbaie, in Québec. I ministri sono stati informati dell'attacco poco dopo il verificarsi e il giorno successivo all'attacco, l'agenda dell'incontro ha incluso discussioni su terrorismo e social media e radicalizzazione della gioventù online.

### Eventi sportivi
Intorno all'Air Canada Center (rinominato Scotiabank Arena), le strade sono state chiuse e bloccate con autocarri a cassone ribaltabile, a causa di preoccupazioni di sicurezza per i fan radunati a Maple Leaf Square per assistere alla partita di playoff della National Hockey League tra Toronto Maple Leafs e Boston Bruins la sera del 23 aprile. Un momento di silenzio è stato osservato durante il gioco in rispetto per le vittime.
Barriere di cemento sono state poste lungo il bordo del marciapiede lungo Bremner Boulevard di fronte al Rogers Centre a causa delle stesse preoccupazioni per la sicurezza prima della partita di Toronto Blue Jays contro i Boston Red Sox il 24 aprile 2018. Prima del gioco, i Blue Jays hanno ringraziato alcuni dei primi soccorritori in una cerimonia, che includeva un video commemorativo per le vittime dell'attacco seguito da un momento di silenzio.

## Reazioni

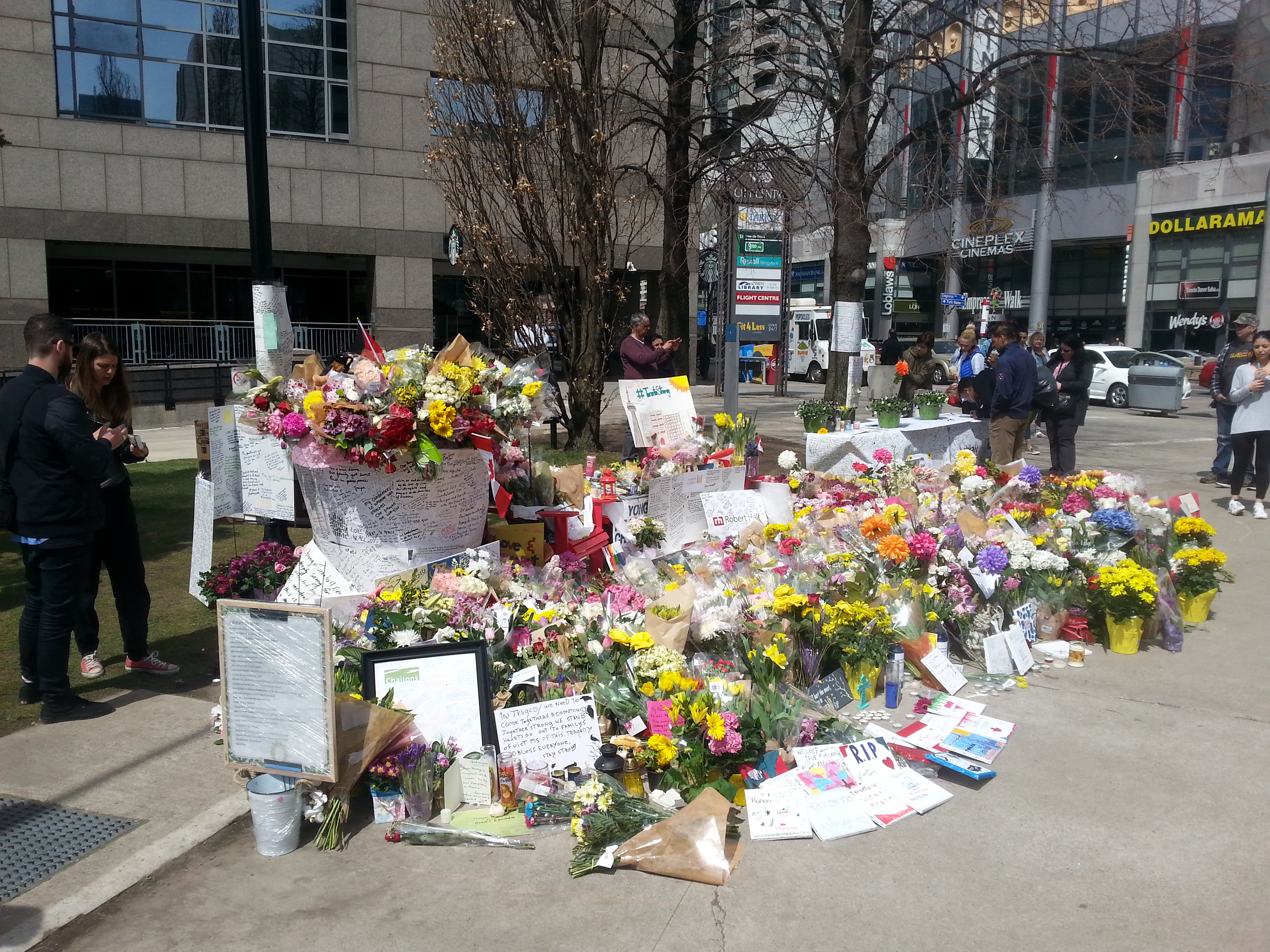
Memorial scene in Lastman Square, 27 aprile, 2018

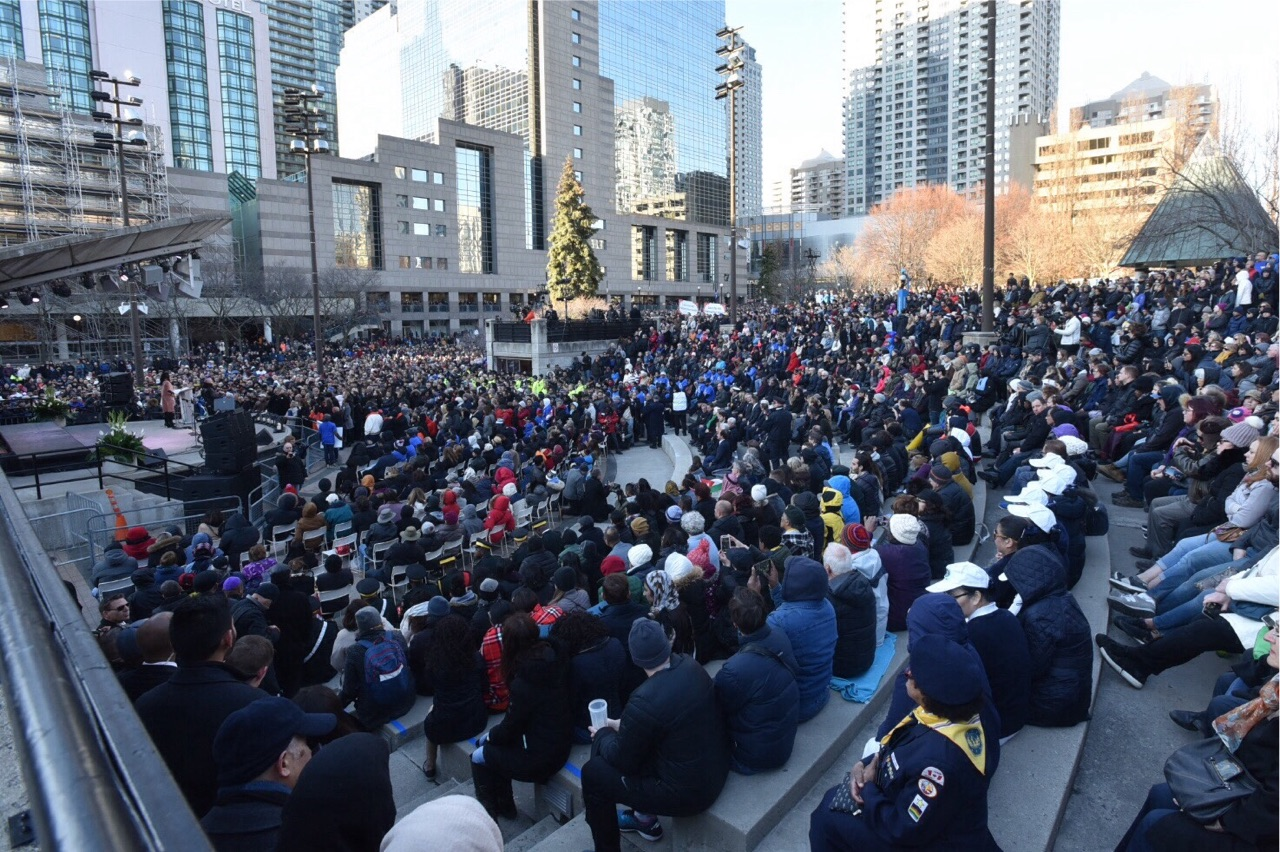
1. Torontostrong vigilia in Lastman Square, 29 aprile, 2018

Molti leader nazionali hanno espresso il loro sostegno e le condoglianze nel periodo immediatamente successivo all'attacco, compreso il primo ministro canadese Justin Trudeau.
L'agente Ken Lam è stato lodato come un eroe per il suo uso misurato della forza per ottenere una risoluzione non fatale del suo confronto con Minassian, nonostante Minassian abbia cercato di indurlo a sparargli. Lam rimarcò di aver fatto solo il suo dovere.
Le luci alla CN Tower e il cartello 3D Toronto a Nathan Phillips Square erano incolori e oscurati per la sera del 23 aprile. Le bandiere sono state poste a mezz'asta nella maggior parte delle sedi governative a Toronto e nei paesi limitrofi.
Un memoriale estemporaneo a Olive Square Park, sul lato est di Yonge Street, proprio di fronte alla strada da cui è iniziato l'attacco, è stato avviato da un residente locale alle 17:15. lo stesso giorno per le persone per mettere i fiori ed esprimere il loro dolore per iscritto. La persona che ha iniziato il memoriale ha indicato che tutti gli altri spazi pubblici lungo Yonge Street, tra cui Mel Lastman Square, sono stati isolati dal nastro della polizia, quindi ha scelto Olive Square, che non è stata isolata. Piccoli memoriali che vanno da pochi mazzi di fiori a circa due dozzine di mazzi di fiori, oltre a messaggi cartacei, fotografie e candele in alcuni casi, sono stati stabiliti in ogni luogo da appena a sud di Finch Avenue fino a sud di Park Home Avenue, dove un pedone venne ucciso (all'angolo sud-ovest di Yonge Street e Park Home Avenue sono state uccise due vittime). Accanto alla fontana all'ingresso di Mel Lastman Square, dove è stato colpito il maggior numero di persone (almeno due morti), un altro memoriale è cresciuto fino a diventare un memoriale quasi grande come quello di Olive Square

### TorontoStrong
Sono state organizzate diverse campagne di crowdfunding per raccogliere fondi per le spese delle famiglie delle vittime.  Per coordinare meglio il crowdfunding, la città di Toronto ha istituito il Fondo #TorontoStrong per sostenere le vittime e le loro famiglie, i primi soccorritori e le persone colpite dal trauma.
Diverse veglie si sono svolte la settimana seguente. La sera del 24 aprile si è svolta una piccola veglia a Lastman Square. Un'altra è stato tenuto dalla Toronto Korean Community Association il 27 aprile a Lastman Square. La veglia "#TorontoStrong" è stata tenuta dalla città di Toronto il 29 aprile. Alla veglia di TorontoStrong hanno partecipato diverse migliaia di persone. Cominciò con una marcia da Yonge e Finch e si concluse con un raduno a Lastman Square. All'incontro erano presenti leader della comunità e il primo ministro Trudeau, il governatore generale Julie Payette, il premier Wynne, il premier del Quebec Philippe Couillard e il sindaco Tory.
Il memoriale estemporaneo fu rimosso il 3 giugno 2018 e in seguito sostituito con una targa temporanea. Il sindaco John Tory ha annunciato piani per erigere un memoriale permanente per l'attacco.
Il 13 giugno 2018, il comitato direttivo volontario di # TorontoStrong ha annunciato la nomina dell'ex sindaco di Toronto Barbara Hall come amministratore del fondo. È stata incaricata di distribuire i circa $ 3,4 milioni raccolti alle vittime e ai sopravvissuti entro il 28 settembre 2018.